# All Night
«All Night» (с англ. — «Всю ночь») — песня РМ и Сюга южнокорейского бойбенда BTS и американского рэпера Juice WRLD, выпущенная 21 июня 2019 года. Это третий сингл с BTS World: Original Soundtrack, спродюсированный РМ.

## История
Песня была описана как «умеренная темповая хип-хоп-песня с холодной атмосферой 90-х годов».

## Чарты
| Чарт (2019)                            | Высшая позиция |
| -------------------------------------- | -------------- |
| Франция (SNEP)                         | 32             |
| Греция (IFPI)                          | 100            |
| Венгрия (Single Top 40)                | 13             |
| Новая Зеландия (RMNZ)                  | 17             |
| Шотландия (OCC Scotland)               | 47             |
| Южная Корея (Gaon)                     | 102            |
| Великобритания (OCC)                   | 37             |
| Великобритания (OCC)                   | 40             |
| США (Billboard Bubbling Under Hot 100) | 18             |
| США Digital Songs (Billboard)          | 19             |
| США World Digital Songs (Billboard)    | 1              |

## История релиза
| Регион    | Дата         | Формат                     | Лейбл           | Ист.  |
| --------- | ------------ | -------------------------- | --------------- | ----- |
| Различный | 21 июня 2019 | Цифровая загрузка стриминг | Big Hit TakeOne | [ 3 ] |